# Tamil-Brahmi
El Tamil-Brahmi o Damili (Tamil: தமிழ் பிராமி), es una variante de la escritura Brahmi usada para escribir las muestras más antiguas del idioma tamil que derivó en muchas variantes por todo Asia meridional.
Inscripciones de la escritura se encuentran en fragmentos de tegali, urnas funerarie, monedas, sellos y anillos.
Usada ampliamente hasta al día de hoy en la India meridional (conocido en pasado como Tamilakam), en el estado del Kerala, Tamil Nadu y en Sri Lanka, algunos ejemplos del Tamil Brahmi han sido encontrados en lugares como Egipto y Tailandia.
Las teorías sobre su origen son controvertido, mayoritariamente se datan al post-Asoka o al primer periodo Maurya (hacia 322-185 a. C.) pero con un cierto número de artículos de investigación publicadas desde 2000 declararían una datación anterior (siglo IV a. C.) de las inscripciones tanto Brahmi como Tamil-Brahmi.
De las diversas variedades Brahmi, el Tamil#-Brahmi es correlacionada tanto a la Bhattiprolu como a la Sinhala-Brahmi.
Se distingue del Brahmi estándar, de un indicador vocal inherente para consonantes puras. 
Las inscripciones Tamil Brahmi son útiles para datar la historia antigua del pueblo tamil y sus creaciones literarias conocidas como la literatura Sangam.
Tamil-Brahmi es la escritura originaria de la subsiguiente escritura Tamil Vatteluttu que fue luego suplantada por el moderno alfabeto tamil y de la escritura malabar.

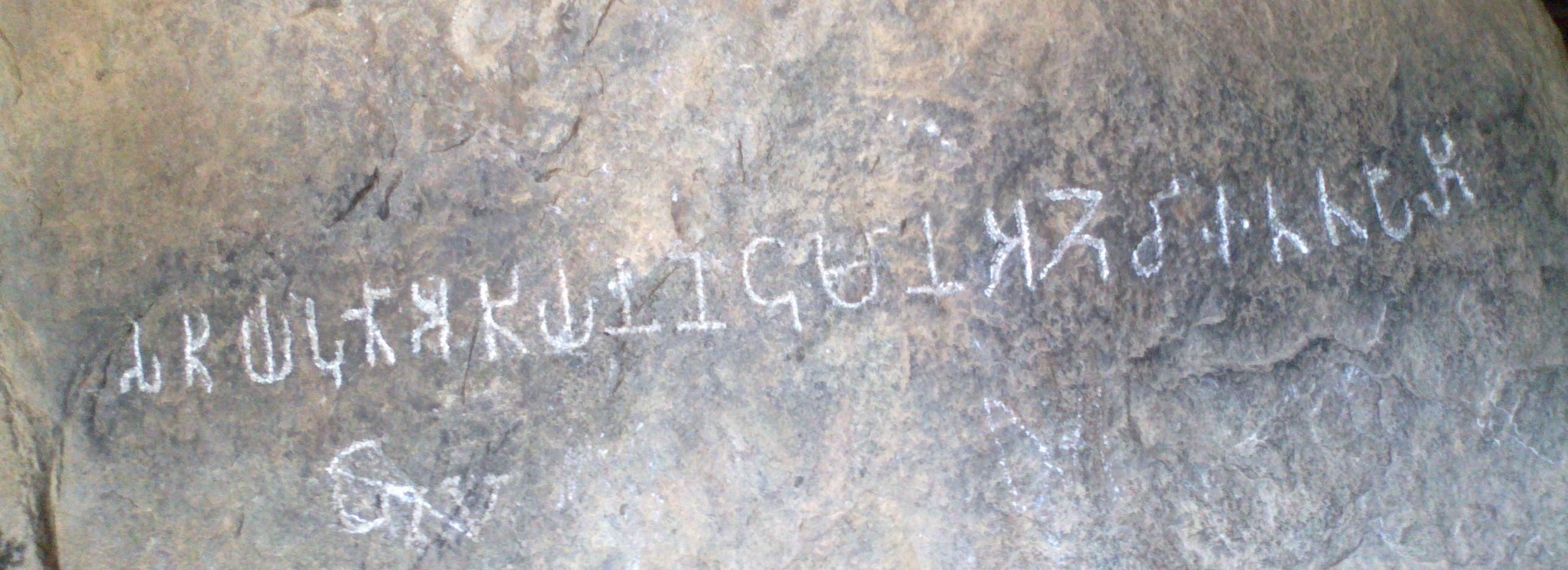
Inscripción Tamil-Brahmi